# Petrus Lodewijk de La Rochefoucauld

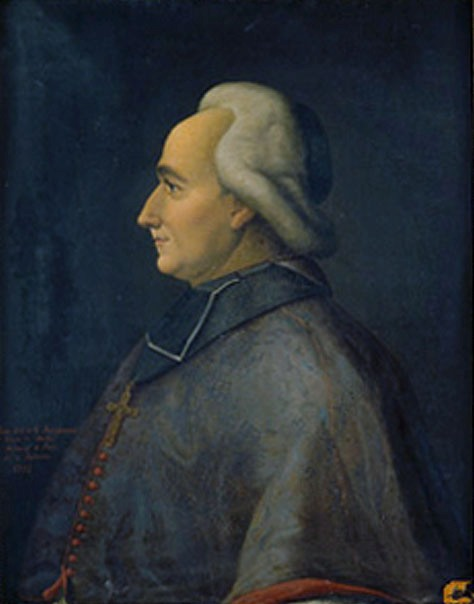
Bisschop Rochefoucauld

Pierre-Louis de La Rochefoucauld-Bayers (Saint-Cybard-d'Eyrat, 12 oktober 1744 - Parijs, 2 september 1792) was een Frans bisschop en politicus in de 18e eeuw. Hij werd vermoord tijdens de Septembermoorden van de Franse Revolutie en hij werd zalig verklaard als een van de Septembermartelaren.
Op 14 oktober 1781 werd hij bisschop van Saintes en in 1789 werd hij voor de clerus verkozen in de Staten-Generaal.  Hij was daar een tegenstander van hervormingen en zeker van de revolutie. Als zijn broer, François-Joseph de La Rochefoucauld-Bayers, die bisschop van Beauvais was, op 11 augustus 1792 gevangengezet werd, vroeg hij die gevangenschap te mogen delen.  Zij werden samen vermoord.
- Bibliothèque nationale de France: cb107410024 (data)
- International Standard Name Identifier: 0000 0000 8129 6528
- Système universitaire de documentation: 160837502
- Virtual International Authority File: 51681000